# Sandanski (grad)
Sandanski (bugarski Сандански) nekad se zvao Sveti Vrač je grad u Pirinskoj Makedoniji, u jugozapadnom dijelu Bugarske, u Blagoevgradskoj oblasti. 
Grad se nalazi u dolini rijeke Strume, s njezine lijeve strane, u zapadnom podnožju planine Pirin, nedaleko od grada Melnika. Sandanski je drugi grad po veličini u Blagoevgradskoj oblasti i administrativni je centar općine Sandanski. Kroz grad teče rijeka Sandanska Bistrica.

## Povijest
Na teritoriju današnjega grada nalazilo se tračko naselje Medius (tj. mjesto između triju planina - Pirina, Ograždena i Alibotuša)[nedostaje izvor] koje je niklo oko tamošnjih mineralnih izvora još u drugom tisućljeću prije naše ere. U antičko doba tu je živjelo pajonsko pleme Sinti. To je područje Kraljevini Makedoniji priključio Filip II., pa se pretpostavlja da je upravo on podigao i grad koji se tu nalazio pod imenom Partikopolis ( ili Parajkopolis). Kasnije su ga Rimljani preimenovali u Dezudava, a Slaveni koji su ga naselili nakon Bizantinaca nazvali su ga Sveti Vrač. Do konca VI. stoljeća, kada su ga razorila barbarska plemena, naselje je bilo jedan od prvih kršćanskih episkopskih centara na današnjem teritoriju Bugarske. 
U prošlosti je grad nosio i ime Sveti Vrač (vrač, tj. iscjeljitelj), zbog ljekovitosti tamošnjih izvora i u čast dvojice braće, narodnih liječnika - Sv. Kuzme i Damjana, a današnje je ime dobio 1947. godine u čast Janeta Sandanskog, bugarskog revolucionara i vojvode Unutarnje makedonske revolucionarne organizacije u Serskom revolucionarnom okrugu.
Prema podacima iz otomanskih registra 1873. Sveti Vrač je selo sa 100 domaćinstava, 120 stanovnika Muslimani i 135 stanovnika Bugari. Oko 1900. prema statistikama Vasila Kančova u Svetom Vraču je živilo 1110 ljudi, od kojih je - 600 Bugara kršćana, 360 Turaka i 150 Roma. 1905. godine u Sveti Vraču radi bugarska škola.
Do Balkanskih ratova (1912. i 1913.) i trojne podjele Makedonije 1913. godine između Bugarske, Grčke i Srbije, Pirinska je Makedonija u cijelosti ulazila u sastav Serskog sandžaka (okruga)  i bila je podjeljena na 6 kaza (kotara): Nevrokopski, Razloški, Gornodžumajski, Melnički, Petrički i Demirhisarski. No podjelom Makedonije iz ranijega su Serskog sandžaka otpali grad Ser i cijeli Demirhisarski okrug koji su pripali Grčkoj, tako da je novom administrativnom podjelom Bugarske teritorij Pirinske Makedonije oformljen kao okrug sa sjedištem u Petriču s 5 pripadajućih kotara. Melnički kotar je kasnije ukinut i uključen u novoformirani kotar Sveti Vrač, a dio Gornodžumajskog kotara organiziran je u zaseban Simitlijski kotar. 
Narušavanje teritorijalne cjelovitosti Makedonije teško je pogodilo ekonomski život pirinskih gradova i sela. Sveti Vrač je tako dijelio sudbinu Gorne Džumaje (danas Blagoevgrad), Petriča, Nevrokopa (danas grad Goce Delčev) i Melnika koji su ostali na bugarskoj strani, kao i sudbinu gradova Sera, Drame i Kavale koji su se našli u Grčkoj; sva su ta mjesta bila osuđena na ekonomsko propadanje zbog naglog presijecanja njihovih živih i organskih gospodarskih veza. Isto važi i za granične gradovi, koji su bili uključenu u Srbiji. Doline rijeka Strume i Meste bile su prirodni putevi koji su ranije slobodno vodili prema Kavali i Solunu, pa su pirinski gradovi dotad svoje sirovine i zanatske proizvode prodavali tamo, osobito u Seru, Drami i Kavali, a od njih dobivali kolonijalnu robu, pšenicu, južne plodove i industrijske proizvode. S Pirina se odvozila drvena građa u nizijske i primorske gradove, a iz Svetovračkog kotara, poznatog po razvijenom stočarstvu, plasirani su stočarski proizvodi. Nakon Balkanskih ratova i nakon Prvog svjetskog rata u Sveti Vrač i njegovu bližu okolicu dolazi mnogo Bugara - izbjeglica iz Egejske Makedonije.

## Stanovništvo danas
Prema službenim podacima iz posljednjeg popisa stanovništva, Sandanski s okolicom ima 40 470 stanovnika, od kojih su se 88,39 % izjasnili kao Bugari, 1,47 % kao Romi, 0,61 % kao Turci i 0,46 % kao drugi. Ostali ili se nisu samoodredili ili nisi odgovorili na pitanje.

## Gospodarstvo
Prirodne ljepote i bogatstvo mineralnih izvora različite termalnosti (u rajonu općine Sandanski ima ih više od 80, s temperaturom od 42-81°C) s niskim stupnjem mineralizacije, bogatim kemijskim sastavom, ljekovitošću za mnoga oboljenja i mogućnošću kupanja na otvorenome tijekom cijele godine, činili su ovo mjesto pogodnim za naseljavanje još u najstarija vremena, zbog čega je, vjeruje se, bilo jedno od najstarijih naselja na Balkanu još od vremena Trojanskoga rata.
Zahvaljujući geo-termalnim izvorima Austrijanci koji su se tu liječili izgradili su poznati hotel “Sandanski”.
Zbog blizine grčke granice, posljednjih godina u Sandanski prodiru grčke tvrtke i grčki kapital. Ravničarski kraj otvoren prema jugu (prema Petriču), blizina rijeka Strume i Sandanske Bistrice te geo-termalni izvori, razlog su što Sandanski i njegova okolica imaju snažno razvijenu poljoprivredu, osobito oranžerijsku proizvodnju ranog povrća.

## Poznate osobe
- Serafim Gocev
- Ilija Argirov
- Nadežda Zaharieva
- Veličko Klingov
- Aleksandar Tomov
- Emil Ristoskov
- Nadka Valčanova
- Petar Karaangov

## Reference i izvori
1. ↑  „Македония и Одринско. Статистика на населението от 1873 г.“ Македонски научен институт, София, 1995, с. 140-141.
2. ↑  Васил Кънчов. „Македония. Етнография и статистика“. София, 1900, с. 189.
3. ↑  D.M.Brancoff. "La Macédoine et sa Population Chrétienne". Paris, 1905, р.192-193.